# Fédération nationale des conducteurs routiers
 (août 2017).
Si vous disposez d'ouvrages ou d'articles de référence ou si vous connaissez des sites web de qualité traitant du thème abordé ici, merci de compléter l'article en donnant les références utiles à sa vérifiabilité et en les liant à la section « Notes et références ».
La fédération nationale des conducteurs routiers (FNCR) est un syndicat français de conducteurs routiers créé en 1936 pour défendre les intérêts des salariés du transport routier.[réf. nécessaire]